# Брёдрешифт, Эрик
Эрик Брёдрешифт (норв. Erik Brødreskift; 23 декабря 1969, Берген, Хордаланн — 4 октября 1999, Берген, Хордаланн), также известный под псевдонимом Grim (Грим) — норвежский барабанщик, игравший на протяжении своей карьеры в ряде блэк-метал групп.

## Музыкальная карьера
В 1993 году Грим присоединяется к Immortal, которые в тот момент вели работу над альбом Pure Holocaust. Хотя он не участвовал в записи альбома, его фотография присутствует на обложке. Пребывание Эрика в группе ограничилось двумя концертными турами, после которых он был уволен в 1994 году.
С 1995 года Брёдрешифт вошёл в первый состав группы Borknagar, с которой записал три альбома: Borknagar 1996 года, The Olden Domain 1997 года и The Archaic Course 1998 года.
В 1996 году он присоединился к «Gorgoroth». С его участием был записан мини-альбом The Last Tormentor 1996 года и альбом Under the Sign of Hell 1997 года.
В этот же период с 1996 по 1997 год Грим являлся сессионным ударником группы «Örth» (впоследствии переименованной в Arvas). В 1996 году группа записала альбом с его участием, который был издан только в 2017 году и назван «Nocturno Inferno».

## Самоубийство
4 октября 1999 года совершил самоубийство, приняв смертельную дозу снотворного. По свидетельствам участников «Immortal», Грим страдал маниакальной депрессией и не раз предпринимал попытки самоубийства.

## Посвящения
- Эрику Брёдрешифту посвящена песня группы «Nargaroth» «Erik, May You Rape the Angels» с альбома Black Metal ist Krieg 2001 года.
- Музыканту посвящён ежегодный фестиваль метал-музыки Hole in the Sky[5].
- Норвежская блэк-метал группа «Gorgoroth» посвятила музыканту свой альбом «Incipit Satan».